# Novation Supernova
Pour les articles homonymes, voir Novation (homonymie) et Supernova (homonymie).
Le Supernova est un synthétiseur numérique à modélisation analogique produit par le constructeur britannique Novation à partir de 1998. Le modèle a été décliné en 2000 avec le Supernova II et sa version rack.

## Versions

### Supernova
Produit à partir de 1998, le Supernova original dispose à l'origine d'une polyphonie de 16 voix (extensible à 32 voix), puis de 20 voix à la suite d'une mise à jour de son système d'exploitation ou de 32 voix (selon modèle). Il est multitimbral à 8 canaux.
Il dispose de DSP lui permettant d'émuler des synthétiseurs analogiques de type Moog, ARP, ou Roland.

### Supernova II
Produit à partir de 2000, le Supernova II dispose d'un clavier 61 touches et d'une polyphonie étendue de 24 voix (extensible à 36 ou 48 voix) pour le modèle standard, de 36 voix (extensible à 48) pour le modèle Pro ou de 48 voix pour le modèle Pro X. Il existe aussi en version rack (sans clavier).
Il peut travailler sur des sons externes et possède un vocoder 42 bandes.